# Ivan Michajlovič Jevrejnov
Ivan Michajlovič Jevrejnov (rusky Иван Михайлович Еврейнов, 1694 – 3. únor 1724 Chlynov) byl ruský námořní objevitel, geodet, cestovatel a průzkumník Kamčatky a Kurilských ostrovů.

## Životopis
Ivan Jevrejnov se narodil v Polsku, ale už v mládí přišel do Moskvy, kde byl pokřtěn a přijat do Ruské pravoslavné církve.
V roce 1714 začal studovat Moskevskou školu matematických a navigačních nauk. Po jejím absolvování nastoupil na petrohradskou Akademii námořní stráže, kde v roce 1718 absolvoval jako geodet. Patřil k nejlepším studentům, zkoušky skládal předčasně a proto Akademii zvládl dostudovat ve zkrácené době.
V roce 1718 byl Jevrejnov vyslán spolu s geodetem Fjodorem Fjodorovičem Lužinem († 1727) na východ Sibiře na tajnou expedici s instrukcemi od cara Petra I. Velikého, aby prozkoumal moře na jih od Kamčatky, kde předtím sibiřský kozák Ivan Petrovič Kozyrevskij objevil nové ostrovy a nepříliš přesně je popsal. Oba zeměměřiči měli zjistit, zda existuje průliv mezi Asií a Severní Amerikou. Tento úkol však byl zřejmě jen zástěrkou pro utajení skutečného hlavního cíle výpravy - pátrání po drahých kovech na Kurilských ostrovech. V roce 1720 Jevrejnov dorazil po souši do Ochotska a na lodi Vostok přeplul na Kamčatku, kde se pak se psím spřežením přesunul do Nižněkamčatsku. Do května 1721 mapoval okolí Nižněkamčatsku, navrhoval vybudování přístavu, shromažďoval údaje o kamčatském pobřeží.
Na přelomu května a června 1721 zamířil spolu s Lužinem na malé koči k řetězu ostrovů, které se nacházely na jih a na jihozápad od Kamčatky. Dopluli až na Hokkaidó a zmapovali 14 Kurilských ostrovů (včetně Simuširu). Na objevených ostrovech navazoval vztahy s domorodci, obchodoval s nimi a přiváděl je do ruského poddanství. Bouře poškodila jejich člun a přinutila je přistát na pobřeží Sibiře a předčasně ukončit expedici. Pozemní cestou se Jevrejnov vydal z Ochotsku přes Tobolsk do Kazaně, kde vypracoval přesnou zprávu o své cestě a podrobnou mapu Kamčatky, Kurilských ostrovů a Sibiře, přes kterou cestoval. Nepodařilo se mu sice splnit hlavní cíl expedice najít průplav mezi Asii a Amerikou (to se podařilo až Beringovi s Čirikovem a Gvozděvovi s Fjodorovem), ale značně rozšířil znalosti o tichomořské oblasti.
V roce 1723 byl vyslán na zeměměřické práce do Chlynova, kde v roce 1724 zemřel.

## Památka
- Mys Jevrejnova na severním pobřeží Ochotského moře
- Jevrejnova hora
- Jevrejnův průliv, tzv. Pátý kurilský průliv mezi ostrovy Makanruši a Onekotan